# عشق دیوانگی است
«عشق دیوانگی است» ([Love Is Crazy] Error: {{Lang-xx}}: متن دارای نشانه‌گذاری ایتالیک است (راهنما)) یا عاشق خاموش فیلمی هندی است که در سال ۲۰۰۲ منتشر شد. از بازیگران آن می‌توان به گوویندا و رانی موکرجی اشاره کرد.